# Società Ginnastica Gallaratese 1944-1945
Questa voce raccoglie le informazioni riguardanti la Società Ginnastica Gallaratese nelle competizioni ufficiali della stagione 1944-1945.

## Rosa
| N. |                   | Ruolo | Calciatore       |
| -- | ----------------- | ----- | ---------------- |
|    | Italia (bandiera) | A     | Edos Barbini     |
|    | Italia (bandiera) | A     | Gian Carlo Bossi |
|    | Italia (bandiera) | P     | Franco Cardani   |
|    | Italia (bandiera) | A     | Dante Carrara    |
|    | Italia (bandiera) | A     | Antonio Checchi  |
|    | Italia (bandiera) | A     | Gino Cortellezzi |
|    | Italia (bandiera) | A     | Camillo Dusio    |
|    | Italia (bandiera) | A     | Vittorio Falconi |
|    | Italia (bandiera) | A     | Luigi Galliani   |
|    | Italia (bandiera) | A     | Gaslini          |
|    | Italia (bandiera) | C     | Ettore Mazzotti  |

| N. |                   | Ruolo | Calciatore             |
| -- | ----------------- | ----- | ---------------------- |
|    | Italia (bandiera) | A     | Sergio Montipò         |
|    | Italia (bandiera) | C     | Salvatore Perrucci     |
|    | Italia (bandiera) | D     | Gian Emilio Piazza     |
|    | Italia (bandiera) | D     | Angelo Simontacchi (I) |
|    | Italia (bandiera) | C     | Mario Simontacchi (II) |
|    | Italia (bandiera) | C     | Ettore Tamburini       |
|    | Italia (bandiera) | D     | Miro Tremolada         |
|    | Italia (bandiera) | C     | Armindo Valente        |
|    | Italia (bandiera) | C     | Danilo Venturi         |
|    | Italia (bandiera) | A     | Romano Zeni            |